# Bar (obwód lwowski)
Bar (ukr. Бар) – wieś na Ukrainie w rejonie lwowskim obwodu lwowskiego. W latach 1991 - 2000 należała do rejonie gródeckim. Wieś liczy 232 mieszkańców.
W II Rzeczypospolitej do 1934 samodzielna gmina jednostkowa. Następnie należała do zbiorowej wiejskiej gminy Rodatycze w powiecie gródeckim w woj. lwowskim. Po wojnie wieś weszła w struktury administracyjne Związku Radzieckiego.